# Distrito de Dili
Díli es uno de los 13 distritos administrativos de Timor Oriental, constituido por una zona localizada en la costa norte de la isla de Timor que limita, al este, con el distrito de Manatuto, al sur con Aileu, al oeste con Liquica y al norte con el Mar de Savu; y por la isla de Atauro, frente a la ciudad de Dili. 
Posee 167 777 habitantes (censo de 2004) y un área de 372 km². Es el distrito más pequeño del país. Su capital es la ciudad de Dili que es también la capital de Timor Oriental.
El distrito de Díli es idéntico al concejo del mismo nombre de la época del Timor Portugués que llegó a incluir el concejo (hoy distrito) de Aileu. El distrito de Díli incluye actualmente los subdistritos de Atauro, Cristo-Rei, Dom Aleixo, Nainfeto, Metinaro y Vera Cruz.
- Datos: Q860901
- Multimedia: Dili (Municipality) / Q860901